# Floyd Thomson
Floyd Harvey Thomson (* 14. Juni 1949 in Capreol, Ontario) ist ein ehemaliger kanadischer Eishockeyspieler, der im Verlauf seiner aktiven Karriere zwischen 1966 und 1982 unter anderem 421 Spiele für die St. Louis Blues in der National Hockey League (NHL) auf der Position des linken Flügelstürmers bestritten hat. Zudem war Thomson lange Zeit in der Central Hockey League (CHL) aktiv, wo er über 500 Partien absolvierte.

## Karriere
Thomson verbrachte seine Juniorenzeit zwischen 1966 und 1969 in der unterklassigen Northern Ontario Junior Hockey League (NOJHL), wo er für die Garson-Falconbridge Native Sons bzw. Combines auflief. In diesem Zeitraum absolvierte der Stürmer 132 Spiele in der Juniorenliga und sammelte dabei 108 Scorerpunkte.
Nach dem Ende seiner Juniorenkarriere wechselte Thomson ungedraftet in den Profibereich. Dort bestritt er die Saison 1969/70 bei den Fort Wayne Komets in der International Hockey League (IHL). Mit seinen Leistungen empfahl er sich schließlich für einen Vertrag bei den St. Louis Blues aus der National Hockey League (NHL), die ihn im Oktober 1970 verpflichteten. Über deren Farmteams in den Minor Leagues, die Kansas City Blues aus der Central Hockey League (CHL) und Denver Spurs aus der Western Hockey League (WHL), erhielt der Kanadier im Verlauf der Spielzeit 1971/72 einen Platz im NHL-Kader der Blues. Thomson gehörte schließlich die folgenden fünf Jahre bis in die Saison 1976/77 hinein zum Stammkader St. Louis’. Mit der Zeit verlor er jedoch immer mehr Einsatzminuten und fand sich mit Beginn der Saison 1977/78 in der CHL wieder. Dort stand er in den folgenden fünf Jahren bis zum Sommer 1982 – mit der Ausnahme weniger Spiele – im Kader der Salt Lake Golden Eagles.
Bei den Eagles fungierte der Offensivspieler zwischen 1979 und 1982 als Mannschaftskapitän. Zudem fand er sich 1978 im Second All-Star Team und ein Jahr später im First All-Star Team der Liga wieder. Am Ende des Spieljahres 1978/79 erhielt er zudem den CHL Iron Man Award. Im Sommer 1982 beendete der 33-Jährige seine aktive Karriere.

## Erfolge und Auszeichnungen
- 1978 CHL Second All-Star Team
- 1979 CHL Iron Man Award
- 1979 CHL First All-Star Team

## Karrierestatistik
(Legende zur Spielerstatistik: Sp oder GP = absolvierte Spiele; T oder G = erzielte Tore; V oder A = erzielte Assists; Pkt oder Pts = erzielte Scorerpunkte; SM oder PIM = erhaltene Strafminuten; +/− = Plus/Minus-Bilanz; PP = erzielte Überzahltore; SH = erzielte Unterzahltore; GW = erzielte Siegtore; 1 Play-downs/Relegation; Kursiv: Statistik nicht vollständig)